# Adam Friedrich von Löwenfinck
Adam Friedrich von Löwenfinck (* 1714 in Biała; † 13. November 1754 in Hagenau) war ein deutscher Porzellan- und Fayencemaler.

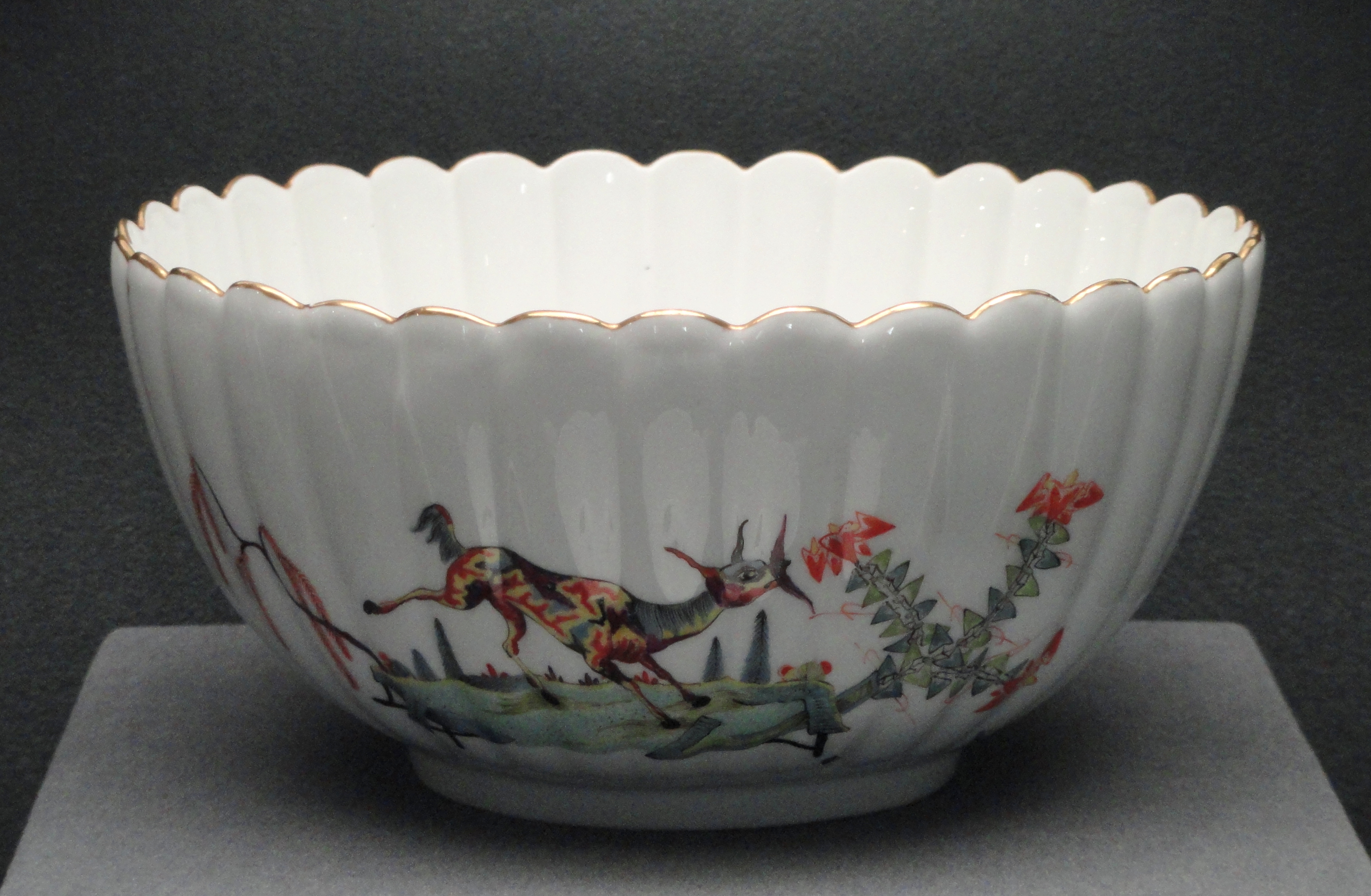
Porzellanmalerei von Adam von Löwenfinck

## Leben und Werk
Der älteste und wohl begabteste der drei Löwenfinckbrüder wurde 1714 in einem kleinen Ort namens Biała, einem Teil von Godziesze Wielkie in der Nähe von Kalisz in der heutigen Woiwodschaft Großpolen, geboren. Sein Vater war ein unvermögender Unteroffizier namens Heinrich Wilhelm von Löwenfink, seine Mutter Anna Magdalena geb. Sachse (* vor dem 4. August 1687, dem Tag der Taufe, in Wiehe; † 1754 in Hagenau) die Tochter eines Würzkrämers. Sein Vater wird 1731 in der Meißner Porzellanmanufaktur als Geschirrmaler erwähnt.
Löwenfinck gilt als einer der einflussreichsten Keramikmaler. Er begann 1727 als Dreizehnjähriger eine Lehre in der Meißner Porzellanmanufaktur, wo ihn Johann Gregorius Höroldt anleitete. 1734 wurde er Geselle und mit anspruchsvollen Arbeiten beauftragt. Zwei Jahre später floh er nach Bayreuth, später nach Ansbach und 1741 nach Fulda. 1746 wurde er zusammen mit Johann Christoph Göltz Begründer der Höchster Porzellanmanufaktur in Höchst am Main.
Der zum katholischen Glauben konvertierte Löwenfinck heiratete am 28. Oktober 1747 in Fulda Maria Schick, die Tochter des fürstäbtlichen Hoflackierers Philipp Schick, die selbst eine bedeutende Fayencemalerin war und nach seinem Tode zur Leiterin der Fayence-Manufakturen in Haguenau (deutsch: Hagenau) (1754–1760), Straßburg (1760–1761) und Ludwigsburg (1763–1795) wurde.
Nach finanziellen Querelen mit Göltz verließ Löwenfinck im Mai 1749 Höchst und ging nach Straßburg, wo er die Leitung der Hannongschen Fayencemanufaktur in Haguenau übernahm. Dort starb er im Alter von nur 40 Jahren.
Löwenfinck gilt als der originellste und vielseitigste Porzellanmaler, der aus der Höroldt-Werkstatt hervorgegangen ist. Seine Malerei zeichnet sich durch eine starke Konturierung aus, die kontrastreiche Farbflächen einfasst – damit wirkt seine Malerei überaus klar. Seine Sujets sind märchenhaft und grotesk: flechtenbegangene Bäume, zottige Tiere, Paradiesvögel, komische Begebenheiten. Daneben malte er Jagd- und Reiterszenen.
Heute sind noch etwa 200 von ihm bemalte Porzellane und Fayencen nachweisbar.
Seine Tochter Apollonie Freiin von Löwenfinck (* 1748; † 16. Juni 1822) heiratete im Jahr 1777 den Grafen Carl Theodor Wilhelm Sayn-Wittgenstein und Hohenstein (* 28. April 1744; † 3. November 1817).